# Verrucaria calkinsiana
Verrucaria calkinsiana är en lavart som beskrevs av Servít. Verrucaria calkinsiana ingår i släktet Verrucaria och familjen Verrucariaceae.   Inga underarter finns listade i Catalogue of Life.